# Stilobezzia flavirostris
Stilobezzia flavirostris är en tvåvingeart som beskrevs av Johannes Winnertz 1852. Stilobezzia flavirostris ingår i släktet Stilobezzia och familjen svidknott. Inga underarter finns listade i Catalogue of Life.